# Ramaria coulterae
Ramaria coulterae är en svampart som beskrevs av Scates 1988. Ramaria coulterae ingår i släktet Ramaria och familjen Gomphaceae.   Inga underarter finns listade i Catalogue of Life.